# Eltisley
Eltisley est une paroisse civile et un village du Cambridgeshire, en Angleterre.